# Chorušice
Chorušice település Csehországban, a Mělníki járásban. Chorušice Stránka, Řepín, Mšeno, Nebužely, Mělnické Vtelno, Velké Všelisy, Kadlín és Kanina településekkel határos. Lakosainak száma 552 fő (2024. január 1.).

## Népesség
A település lakosságának változását az alábbi diagram mutatja:
| Lakosok száma | 1103 | 1233 | 1304 | 866  | 528  | 452  | 545  | 543  | 563  | 552  |
|               | 1869 | 1890 | 1921 | 1950 | 1980 | 2001 | 2017 | 2019 | 2022 | 2024 |